# 방이동
방이동(芳荑洞)은 대한민국 서울특별시 송파구의 법정동이다.

## 역사
방이동은 1636년 조선 인조 14년 병자호란때 인조가 남한산성에 피난할 때 청나라 병사들이 방이골을 거쳐 남한산성을 진격하려 했으나, 마을을 지키는 병사들이 산을 기어 올라오는 청나라 병사에게 산에서 활을 쏘고 돌을 던져 침범을 막았다. 그 후부터 오랑캐를 막았다고 하여 방이(防夷)골이 되었고, 1914년경 마을 서당 한학자들이 글자 뜻이 아름답지 못하다 하여 막을 방(防)은 꽃다울 방(芳), 오랑캐 이(夷)는 흰비름 이(荑)로 고쳐 방이(芳荑)골이 되었다는 설이 있고, 마을의 지형이 아늑하고 ‘개나리꽃’이 많이 피었다고 해서 방이골이라는 설이 있다.
조선시대 이후 경기도 광주군 중대면 방이리에 속하였고, 일제강점기인 1914년 경기도 명칭과 구역을 새로 정할 때 방잇골, 웃말, 건넛말 등 이 일대 자연부락을 병합하여 방이리라 하였고, 1963년 서울특별시의 대대적인 구역확장이 이루어질 때 서울특별시 성동구에 편입되어 방이동이 되었고, 1975년 대통령령 제7816호에 의해 강남구가 신설됨으로써 이에 속하게 되었고, 1979년 강동구가 신설됨으로써 이에 속하게 되었다. 1988년 강동구에서 송파구가 분리 신설됨으로써 이에 속하여 오늘에 이르게 되었다.

## 법정동
- 방이동

## 교육 및 기업
- 서울방이초등학교
- 서울방산초등학교
- 방산중학교
- 방산고등학교
- 창덕여자고등학교
- 서울오륜초등학교
- 서울세륜초등학교
- 서울체육중학교
- 오륜중학교
- 서울체육고등학교
- 한국체육대학교
- 방이중학교
- 가락중학교
- 중대초등학교
- 잠신중학교
- 잠실중학교
- 한미약품

## 교통
- ● 수도권 전철 5호선
  - 올림픽공원역 - 방이역
- ● 수도권 전철 8호선
  - 몽촌토성역
- ● 서울 지하철 9호선
  - 송파나루역 - 한성백제역 - 올림픽공원역 - 둔촌오륜역

## 명소
- 서울올림픽공원

## 같이 보기
- 백제
- 올림픽공원 (서울)
- 대한민국의 행정 구역